# Берженьи, Ральф
Ральф Бёштерин (нем. Ralph Beusterien), впоследствии известный как Ра́льф Бе́рженьи (венг. Berzsenyi Ralph; 26 февраля 1909 — 10 июня 1978) — венгерский стрелок, призёр Олимпийских игр.
Ральф Бёштерин родился в 1907 году в Фиуме.
С 1933 года начал выступать за спортивный клуб Будапештского университета. В 1930-х годах девять раз становился чемпионом Венгрии, в 1935 году вошёл в национальную сборную. В 1936 году на Олимпийских играх в Берлине Ральф Берженьи завоевал серебряную медаль в стрельбе из малокалиберной винтовки.
Ральф Берженьи был членом венгерской сборной и в 1948 году на Олимпийских играх в Лондоне. В 1950 году был выведен из состава сборной, в 1953 году завершил спортивную карьеру.